# クイズ実力日本一決定戦
『クイズ実力日本一決定戦』（クイズじつりょくにほんいちけっていせん）は、1981年〜1983年にかけて不定期に放送されたクイズ番組。

## 内容
人気クイズ番組の優勝経験者が一堂に会し、“クイズ実力日本一”の座を競い合うTV史上初の番組。
100問のペーパーテストによる選考が第一チェックポイントで、そこで選抜された10人が本選に進む。
○×クイズでふるい落とされてゆき、5人に絞られてからは早押しクイズで決着をつける。

### 輝け!!クイズ日本一・TV史上初!全国クイズチャンピオン大集合
この番組が作られる3年前の3月16日に木曜スペシャル内で「輝け!!クイズ日本一・TV史上初!全国クイズチャンピオン大集合」という似たような趣旨の番組が放送された。
各番組のチャンピオンの中から選ばれた100人の精鋭が、4つの形式で様々な問題に挑戦して、最終的に1対1の対決を行った。ヘッドホンを装着し、カプセル内でクイズ対決する「カプセルクイズ」によるもので、これはのちに放送される「史上最強のクイズ王決定戦」の“カプセルクイズ”や「FNS1億2,000万人のクイズ王決定戦!」の“1vs1対決!30秒クイズ”の原型にもなっている。賞金総額百万円。優勝者は小山鎮男（囲碁棋士）だった。この番組が所謂プロトタイプとなった。
参加チャンピオンの出身クイズ番組は、『アップダウンクイズ』、『ベルトクイズQ&Q』、『クイズ世界をあなたに』、『クイズタイムショック』、『パネルクイズ アタック25』、『クイズグランプリ』ほか。
- 司会／土居まさる

### 第1回
1981年「クイズ実力日本一決定戦 君は生き残れるか?110分の1」
- 司会／みのもんた、相原友子
- 出題／田中布佐子

### 第2回
1982年3月13日 土曜トップスペシャル「輝け!!第2回クイズ実力日本一決定戦!!」
この回では各種のクイズ番組優勝者や成績優秀者を105人に減らし、前回大会の2-6位入賞者の5人を加えた計110人による大会。優勝賞品は自動車だった。
- 司会／みのもんた、相原友子

### 第3回
1983年3月19日 土曜トップスペシャル「輝け!!第3回クイズ実力日本一決定戦!!」
道蔦岳史が大逆転の末、日本一になった。
- 司会／みのもんた、相原友子